# Ośrodek Badawczo-Rozwojowy Urządzeń Mechanicznych „OBRUM”

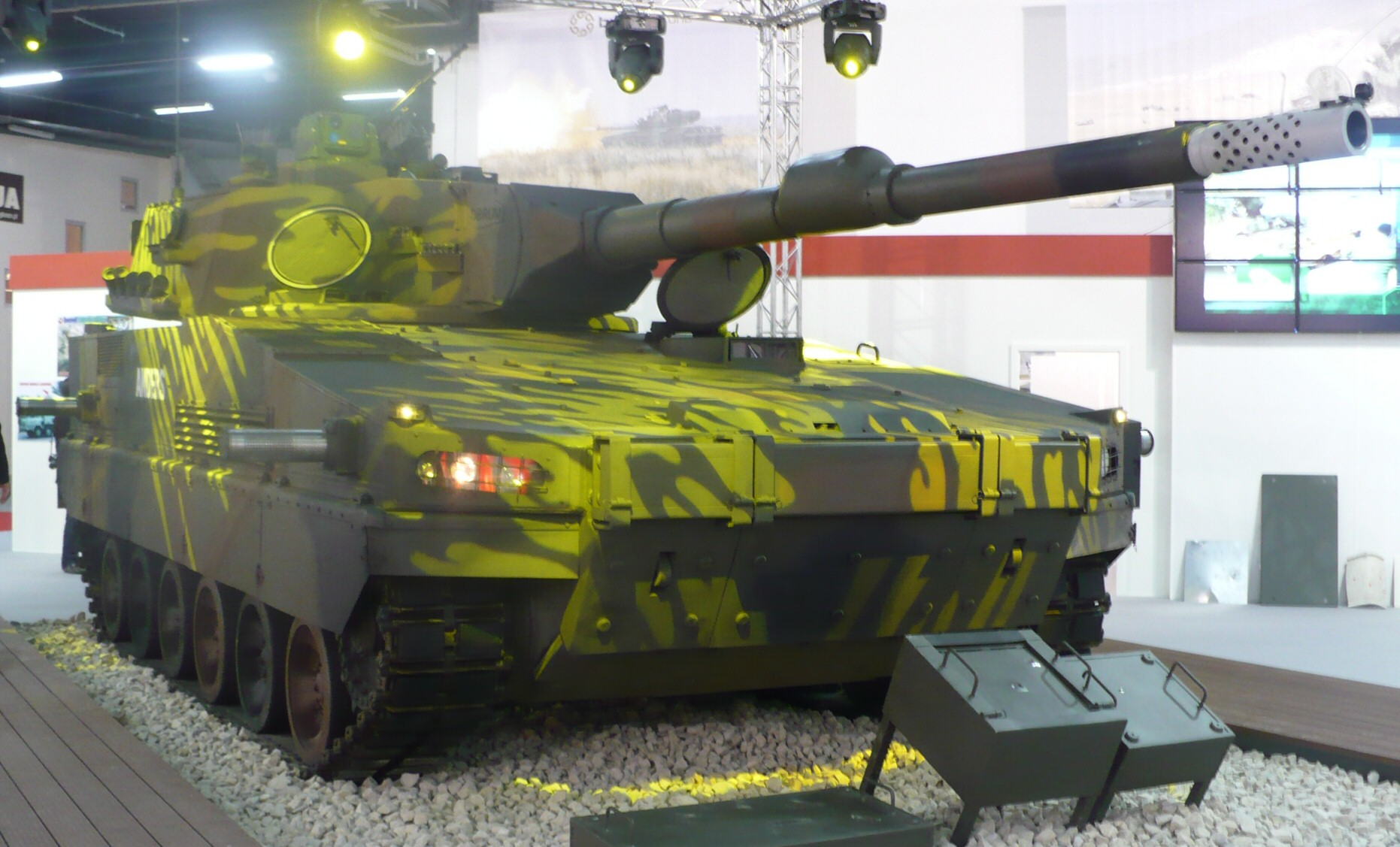
Projekt polskiej rodziny wozów bojowych

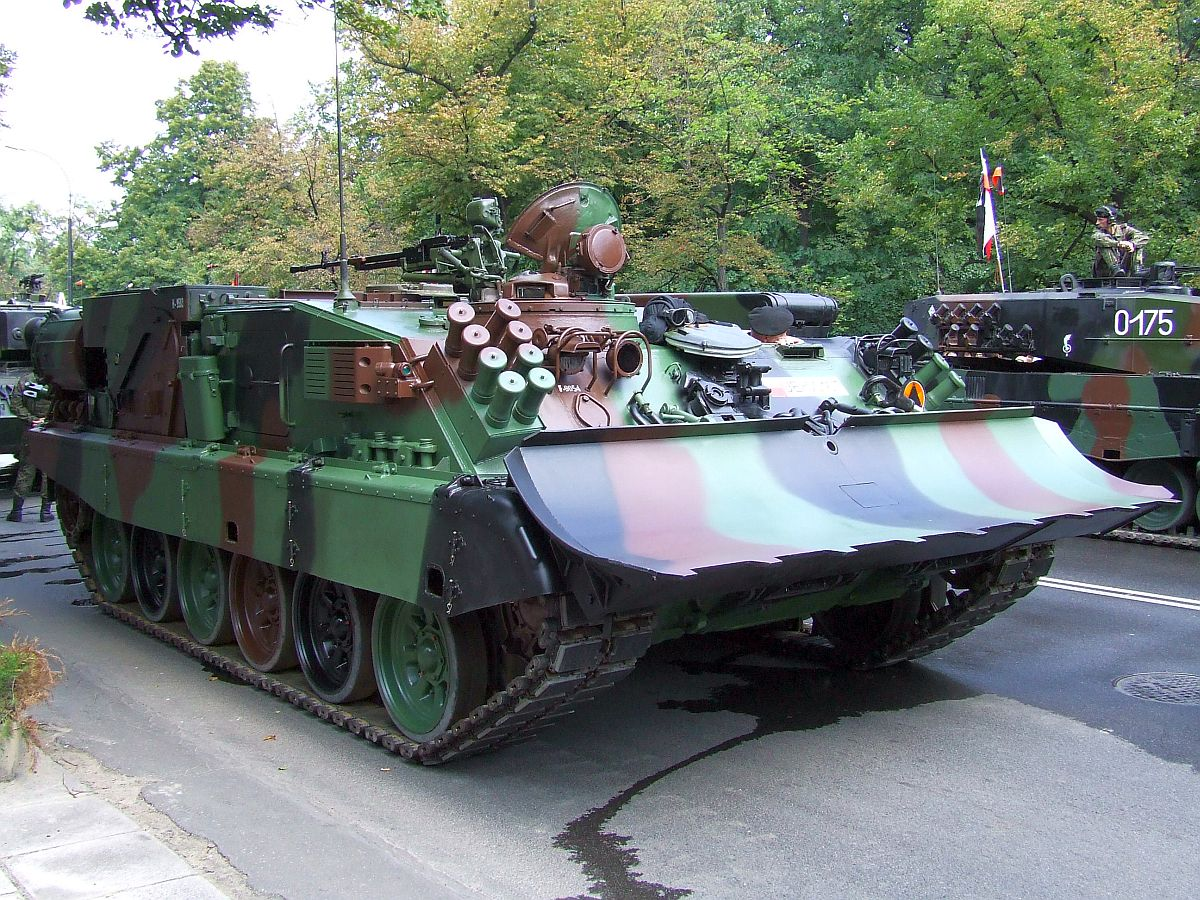
Wóz zabezpieczenia technicznego W WZT-3

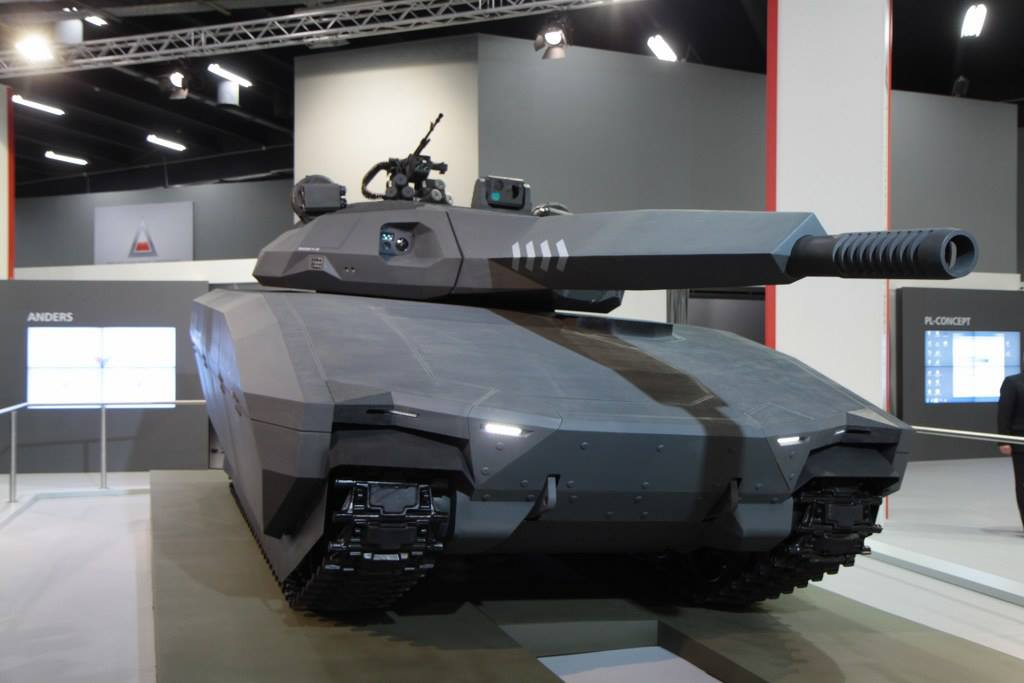
Prezentowany na MSPO w 2013 r. demonstrator technologii Wozu Wsparcia Bezpośredniego

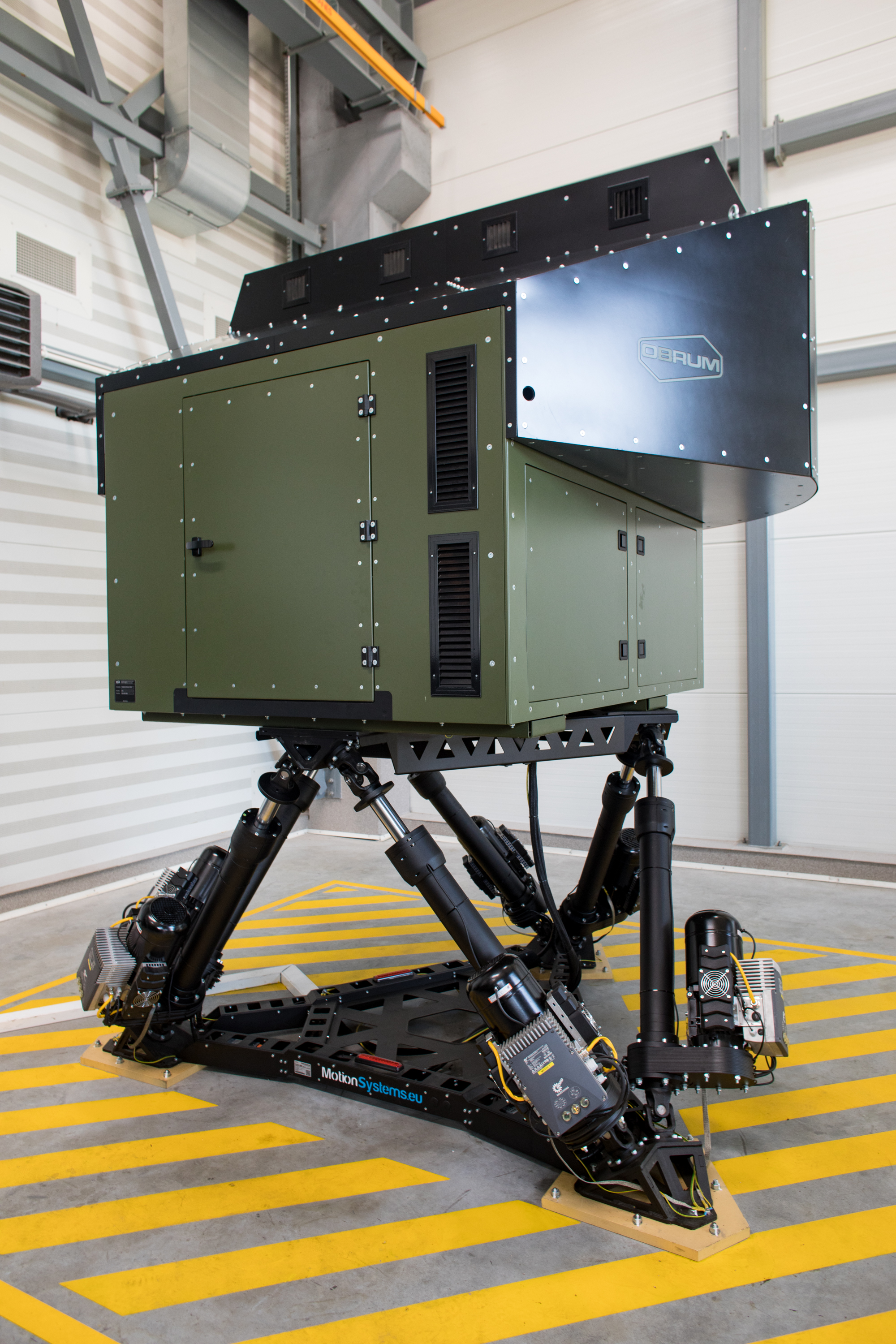
Kabina symulatora dla kierowcy czołgu Leopard (SJCL)

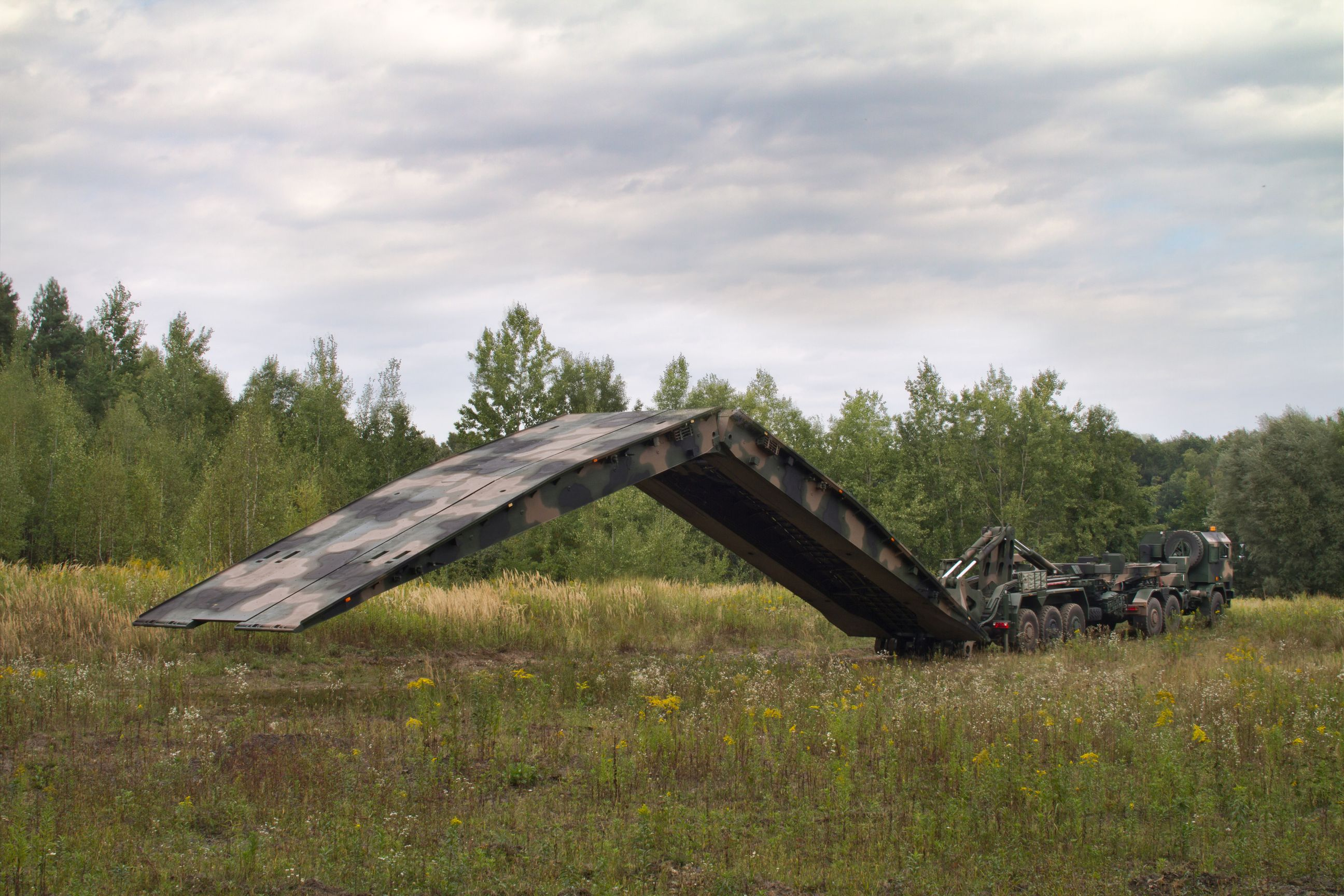
Most towarzyszący na podwoziu samochodowym MS-20

Ośrodek Badawczo-Rozwojowy Urządzeń Mechanicznych „OBRUM” sp. z o.o. – polskie przedsiębiorstwo przemysłu zbrojeniowego, jednostka badawczo-rozwojowa, która opracowuje i tworzy produkty przeznaczone dla Sił Zbrojnych Rzeczypospolitej Polskiej. Specjalizuje się w projektach pancernych, radiolokacyjnych oraz inżynieryjnych.

## Historia
Przedsiębiorstwo zostało utworzone w 1968 roku jako Zakład Produkcji Doświadczalnej przy przedsiębiorstwie państwowym Zakłady Mechaniczne „Łabędy”. Wykonywał prace w dziedzinie rozwoju pojazdów wojskowych i cywilnych produkowanych przez ZM Łabędy. W 1974 roku został przekształcony w Ośrodek Badawczo-Rozwojowy Urządzeń Mechanicznych, z akronimem nazwy: OBRUM. Od 1986 roku OBRUM został usamodzielniony jako państwowa jednostka badawczo-rozwojowa z siedzibą w Gliwicach, posiadająca osobowość prawną, działająca w oparciu o przepisy Ustawy o jednostkach badawczo-rozwojowych – pod nadzorem Ministra Gospodarki. W 1987 roku osiągnął maksymalny stan zatrudnienia 860 osób.
W OBRUM pracowano w latach 80. nad modernizacją czołgu T-72M w ramach programu Jaguar, czego dalszym efektem już po 1989 roku stało się opracowanie i wdrożenie czołgu PT-91 Twardy. Oprócz tego ośrodek w latach 70. i 80. opracował ciągniki ewakuacyjne na bazie licencyjnych czołgów radzieckich: WZT-1, WZT-2 i WZT-3. Własnym opracowaniem stał się ciągnik MTS 306, który posłużył do stworzenia podwozia SPG-1 dla stacji radiolokacyjnej NUR-21. Opracowano też samobieżny układacz min SUM-Kalina, nieprzyjęty jednak w większej liczbie na uzbrojenie.
Z dniem 1 kwietnia 2008 r. „OBRUM” zostało przekształcone w spółkę prawa handlowego i prowadzi działalność gospodarczą pod firmą: Ośrodek Badawczo-Rozwojowy Urządzeń Mechanicznych „OBRUM” spółka z ograniczoną odpowiedzialnością.
Od 2014 r. przedsiębiorstwo jest częścią Polskiej Grupy Zbrojeniowej SA.

## Produkty
Zakład specjalizuje się głównie w produkcji sprzętu inżynieryjnego, a także pracach badawczo rozwojowych sprzętu zmechanizowanego i pancernego.
Sprzęt inżynieryjny:
- MID – maszyna inżynieryjno-drogowa.
- PMC Leguan – most czołgowy będący częścią składową dostawy wozów bojowych PT-91M do Malezji.
- MS-20 Daglezja – most towarzyszący na podwoziu samochodowym Jelcz.
- WZT-3 – wóz zabezpieczenia technicznego.
- WZT-4 – wóz zabezpieczenia technicznego. modernizacja WZT-3.

Konstrukcje prototypowe
- BWP-2000 – prototyp gąsienicowego bojowego wozu piechoty. Proponowany następca BWP-1. Projekt nie wszedł do masowej produkcji.
- Anders (wóz bojowy) – projekt polskiej rodziny wozów bojowych. Proponowany następca BWP-1. Projekt nie wszedł do masowej produkcji.
- PL-01 Concept – projekt polskiego czołgu wsparcia bezpośredniego tworzony przez firmę OBRUM we współpracy z brytyjskim BAE Systems.
- UPG-NG

## Przypisy

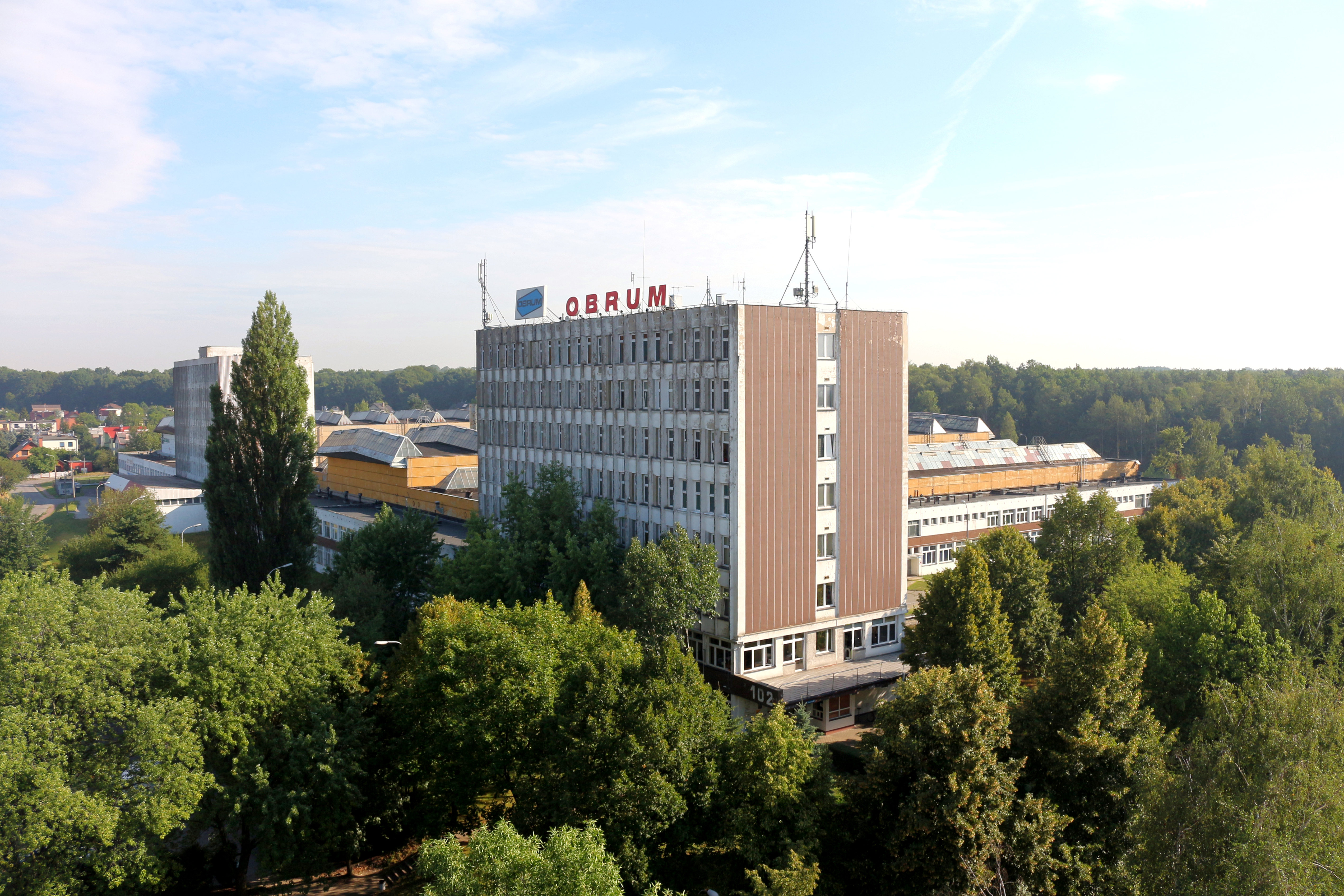